# Vértesszőlős
Vértesszőlős är ett samhälle   i provinsen Komárom-Esztergom i Ungern. År 2019 hade Vértesszőlős totalt 3 195 invånare.
År 1965 hittade man delar av kraniet av en förhistorisk människa, Homo heidelbergensis, i Vértesszőlős.